# شومانه
شومانه (به صربی: Šumane) یک منطقهٔ مسکونی در صربستان است که در لبانه واقع شده‌است. شومانه ۱٬۵۱۵ نفر جمعیت دارد.